# Rezolucija Vijeća sigurnosti UN-a 1120
Rezolucijom Vijeća sigurnosti UN-a 1120, jednoglasno usvojenom 14. srpnja 1997., nakon podsjećanja na prethodne rezolucije o Hrvatskoj uključujući 1023 (1995.), 1025 (1995.), 1037 (1996.), 1043 (1996.), 1069 (1996.) i 1079 (1996.), Vijeće je produžilo mandat Ujedinjenih naroda Prijelazna uprava za istočnu Slavoniju, Baranju i zapadni Srijem (UNTAES) do 15. siječnja 1998.
Hrvatskim područjima istočne Slavonije, Baranje i Zapadnog Srijema upravljala je misija Ujedinjenih naroda UNTAES. U dogovoru sa lokalnom srpskom zajednicom na ovim prostorima sigurnost svih građana bila je prioritet. Bilo je važno da je Vlada RH izbjeglicama i prognanicima omogućila siguran povratak kući. Postojala je zabrinutost da se ljudska prava u regiji, uključujući prava etničkih manjina, ne poštuju i da je nedostajala suradnja s Međunarodnim kaznenim sudom za bivšu Jugoslaviju. Vijeće je istaknulo i štetan učinak Zakona o oprostu koji je negativno utjecao na povjerenje među nacionalnim zajednicama u Hrvatskoj.
Djelujući prema Poglavlju VII. Povelje Ujedinjenih naroda, Vijeće je ponovilo važnost koju pridaje punoj provedbi svih sporazuma stranaka i punoj suradnji s Ujedinjenim narodima i međunarodnim organizacijama. Istodobno je naglašena važnost poštivanja ljudskih prava svih etničkih skupina, posebice jer Hrvatska opstruira povratak izbjeglica. Lokalne Srbe u tri regije podsjetilo se da zauzmu konstruktivan stav prema reintegraciji u ostatak Hrvatske. Zatraženo je da se uklone sve nejasnoće u Zakonu o oprostu i da se on pravedno provodi.
Vijeće sigurnosti odobrilo je planove za restrukturiranje UNTAES-a povlačenjem vojne komponente i prijenosom izvršnih ovlasti. Zatraženo je da surađuje sa Stabilizacijskim snagama ovlaštenim u Rezoluciji 1088 (1996) u susjednoj Bosni i Hercegovini. Glavnom tajniku naloženo je da do 6. listopada 1997. podnese izvješće vijeću o aspektima koji se odnose na reintegraciju regije. Bilo je važno demilitarizirati to područje i uspostaviti liberalni granični režim. Konačno, hrvatska je vlada pozvana da pokrene program nacionalnog pomirenja.

## Vanjske poveznice
- Text of the Resolution at undocs.org